# Jean Fabre de La Martillière
Pour les articles homonymes, voir Jean Fabre et Fabre.
Jean Fabre, comte de La Martillière (né le 10 mars 1732 à Nîmes et mort le  27 mars 1819 à Paris), est un militaire et parlementaire français des XVIIIe et XIXe siècles.

## Biographie
Fils d'un conseiller au parlement de Toulouse, Jean Fabre de La Martillière naquit à Nîmes, le 10 mars 1732. Destiné dès l'enfance à la carrière des armes, il commença ses études dans sa ville natale et vint les terminer à Paris. « On vit se révéler en lui, dès sa première jeunesse, l'aptitude et le goût des mathématiques ».
Entré au service en 1757 comme sous-lieutenant d'artillerie, il servit pendant la guerre de Sept Ans en Allemagne jusqu'à la paix de 1763 (campagne de 1757, et celles de 1758 et 1762). Alors il passa dans les colonies françaises occidentales, fut employé particulièrement à la Guadeloupe. Breveté capitaine en 1769, il composa sur la défense de cette île des mémoires lumineux qui fixèrent l'attention de Gribeauval.
Le célèbre ingénieur confia à Lamartillière l'inspection de l'importante fonderie royale de Douai, qui fournit jusqu'au XIXe siècle à l'artillerie française la plus grande partie de ses bouches à feu. C'est là que, faisant l'application la plus heureuse de la théorie à la pratique, cet officier démontra bientôt l'avantage qu'on trouverait à diminuer la longueur des canons. Il ajouta beaucoup à sa réputation et fut dès lors considéré comme un des premiers officiers de l'artillerie française. Son avancement fut en conséquence aussi rapide qu'il pouvait l'être à cette époque.

### Première Coalition (Guerre du Roussillon)
Colonel en 1780, il reçut la croix de Saint-Louis l'année suivante. Il fit les premières campagnes de la Révolution, se distingua dans plusieurs opérations importantes, et obtint, en récompense de ses services, le grade de général de brigade le 14 août 1793.

#### Guerre du Roussillon
Chargé, en 1792, du commandement du 5e régiment d'artillerie et de l'artillerie à l'armée des Pyrénées-Orientales, il contribua puissamment à la conservation de Perpignan ; dirigea la vigoureuse défense du fort de Bellegarde (mai-juin 1793), et fit la bataille de Peyrestortes et les sièges de la citadelle de Roses (1794–1795) et du fort de la Trinité.
Entré en Catalogne, il était, le 18 novembre 1794, à l'attaque de Peyrestortes et de Lupia, et conférait avec Dugommier, lorsque celui-ci fut frappé mortellement d'un obus ; lui-même en fut légèrement atteint. L'ennemi, encouragé par la mort du général en chef, poursuivit l'armée française et la fit rétrograder ; mais Lamartillière, grâce à l'habileté de ses manœuvres, parvint à l'arrêter devant la position dite de la Montagne-Noire où, deux jours avant l'action, et en moins de trente-six heures, ce général était parvenu à faire établir une batterie de douze pièces du calibre de 24, malgré des escarpements qui, jusqu'alors, avaient fait considérer cette position comme inaccessible.
Cet heureux résultat mit les Français en état de reprendre l'offensive et de gagner, trois jours après, la bataille d'Eyscaulas, qui fut suivie de la prise de Figuières, boulevard de la Catalogne, et de celle de l'importante forteresse de Roses, deux sièges remarquables qui offrirent à M. de La Martillière l'occasion de développer la plus rare habileté, en surmontant toutes les difficultés qu'il avait à vaincre,  tant pour l'établissement de son artillerie que pour en assurer le service et les approvisionnements, qui fut suivie de la prise de Figuières.

### Deuxième Coalition
Le gouvernement lui donna un témoignage de sa satisfaction en l'élevant au grade de général de division le 1er avril 1795, et en lui confiant l'organisation et le commandement de l'artillerie de l'armée du Rhin, qui devint successivement armée de Mayence, du Danube et d'Helvétie. De Lamartillière assista aux batailles de Stockach et de Zurich, en l'an VII (1799), ainsi qu'au passage de la Limath.

#### Campagne d'Italie (1799-1800)
Il fut attaché à l'armée d'Italie, après la malheureuse bataille de Novi. La mémorable défense de Gênes sous les ordres de Masséna, dans laquelle il eut l'occasion de développer toutes les ressources de son génie militaire, ajouta encore à sa réputation. Le bon ordre qu'il établit dans l'immense artillerie de la place, les prodiges d'activité et de talent qu'il opéra, étonnèrent ces soldats d'Italie, habitués pourtant à tous les prodiges, et réduits alors à se défendre dans Gênes. Toute l'armée remarqua avec quel dévouement et quel zèle de Lamartillière, malgré son grand âge, suffit pendant le long et pénible blocus de cette ville, à tous les détails de son commandement.
Après la levée du blocus, les troupes allèrent se réunir à l'armée de réserve qui, à Marengo, avait décidé du sort de l'Italie. Après cette réunion, de Lamartillière prit le commandement de l'artillerie de l'armée, fonctions qui devenaient d'autant plus pénibles que les événements de la campagne précédente avaient détruit presque en totalité le matériel des anciennes armées d'Italie et de Naples.

### Premier Empire et Restauration

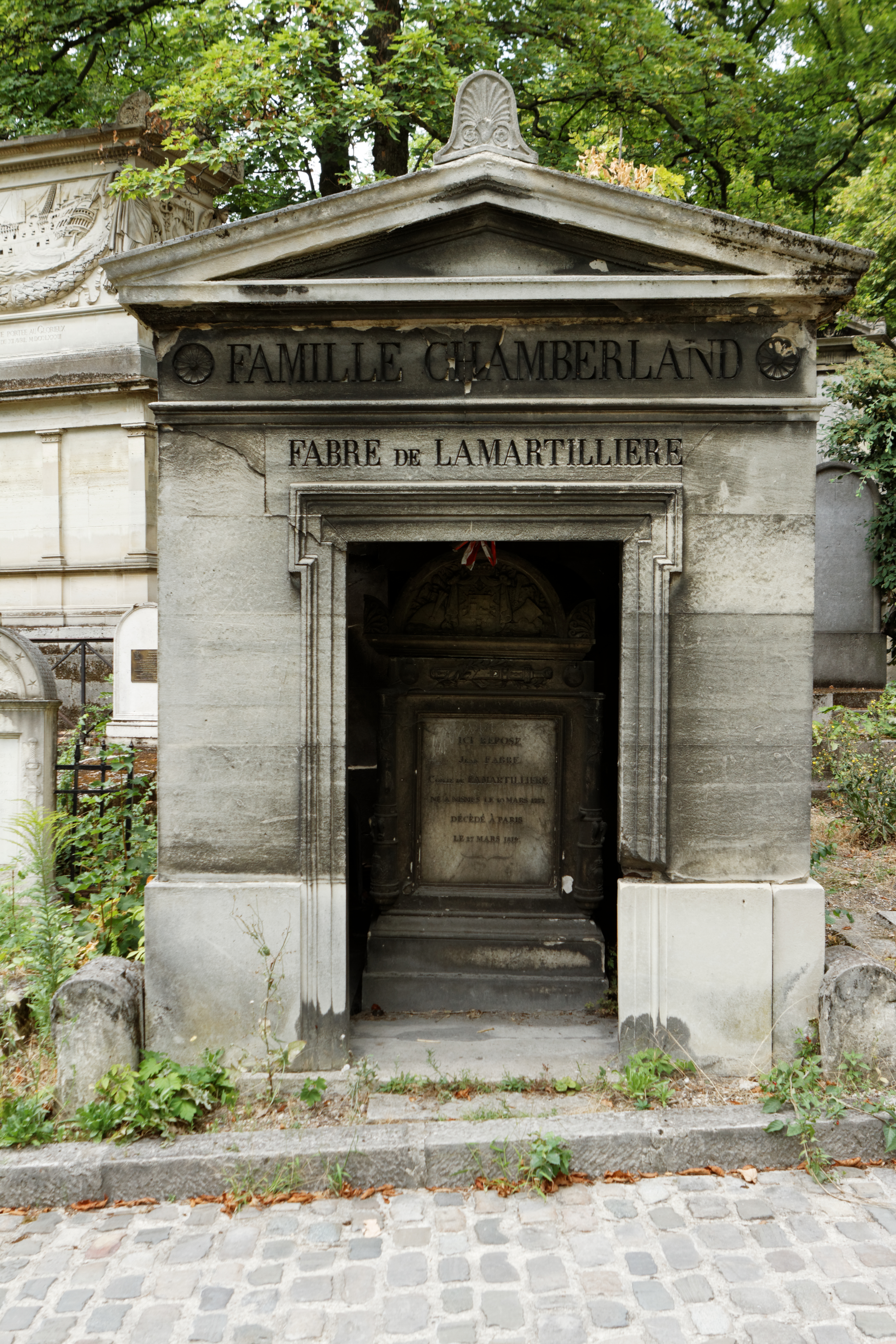
Tombe au cimetière du Père-Lachaise.

La paix (de Lunéville) avec toutes les puissances de l'Europe ayant été conclue le 20 pluviôse an IX (9 février 1801), le général de Lamartillière fut nommé commissaire-ordonnateur en chef à l'armée d'Helvétie (9 nivôse an X), membre du comité central d'artillerie (aux côtés de Marmont, Andréossy, Eblé, Songis, Faultrier[Lequel ?] et Gassendi) et inspecteur-général de cette arme.
Lacombe Saint-Michel lui succéda dans cette dernière place, et le premier Consul le fit admettre au Sénat conservateur (14 nivôse an X). En l'an XII, il fut nommé, le 9 vendémiaire, membre de la Légion d'honneur et grand officier de l'Ordre le 25 prairial. Dans la même année, il devint vice-président du Sénat ; il avait obtenu, le 2 prairial, la sénatorerie d'Agen.
L'Empereur lui conféra le titre de comte de l'Empire en 1808. Le repos des armes vint pour lui. Ce fut alors qu'il composa ses Recherches sur les meilleurs effets à obtenir de l'artillerie, ouvrage qui parut en 1812, et qui obtint l'assentiment de tous les hommes spéciaux. En avril 1814, il adhéra aux actes du Sénat et vota en la déchéance de Napoléon Ier, en récompense de quoi Louis XVIII l'appela le 4 juin à la Chambre des pairs. En 1816, lors de la réorganisation de l'École polytechnique, il fut nommé membre du conseil de perfectionnement et d'inspection que le roi venait de créer près de cette école. Malgré son âge avancé et les infirmités dont il souffrait, il ne se dispensa jamais d'assister à ce conseil et d'y apporter le concours de ses lumières. Il fut confirmé dans ses titres de comte et pair par l'ordonnance royale du 31 août 1817.
Le comte Fabre de Lamartillière mourut à Paris, le 27 mars 1819, à l'âge de quatre-vingt-sept ans, sans laisser de postérité. Ainsi sa pairie s'éteignit en sa personne. Inhumé au cimetière du Père-Lachaise (39e division, 1re ligne), son éloge fut prononcé à la Chambre des pairs, le 22 avril 1819, par M. le général-comte d'Aboville, et imprimé dans le Moniteur universel du 4 mai suivant.

## Publication
- Recherches sur les meilleurs effets à obtenir de l'artillerie (Paris, 1812, 2 vol. in-8°),
- Réflexions sur la fabrication en général des bouches à feu (Paris, 1817, in-8°),

## État de service
- 25 mai 1788 : Chef de brigade ;
- 1er janvier 1791 : Lieutenant-colonel ;
- 3 octobre 1792 : Colonel ;
- 14 août 1793 : Général de brigade ;
- 14 août 1793 - 12 juillet 1795 : Commandant en chef de l'artillerie de l'armée des Pyrénées-Orientales ;
- 1er avril 1795 : Général de division ;
- 12 juillet 1795 - 13 février 1797 : Inspecteur du 5e arrondissement  d'artillerie ;
- 13 février 1797 - 16 juillet 1798 : Commandant en chef de l'artillerie de l'armée du Rhin ;
- 16 juillet 1798 - 6 mars 1799 : Commandant en chef de l'artillerie de l'armée de Mayence ;
- 6 mars 1799 - 8 décembre 1799 : Commandant en chef de l'artillerie de l'armée du Danube ;
- 8 décembre 1799 - 1801 : Commandant en chef de l'artillerie de l'armée d'Italie ;
- 9 nivôse an X (30 décembre 1801) : Commissaire-ordonnateur en chef à l'armée d'Helvétie[4] ;
- 1801 - 16 octobre 1802 : Inspecteur général de l'artillerie et membre du Comité central d'artillerie ;
- 16 octobre 1802 : Admis en retraite.

## Titres
- Comte Fabre La Martillière et de l'Empire (lettres patentes de 11 juillet 1810, Saint-Cloud) ;
- Pair de France[8] :
  - Pair « à vie » par l'ordonnance du 4 juin 1814 ;
  - Titre de comte-pair héréditaire le 31 août 1817, (lettres patentes du 20 décembre 1817, sans majorat) ;

## Distinctions
| Barette de grand officier de la légion d'honneur | Ordre Royal et Militaire de Saint-Louis Chevalier |

- Chevalier de Saint-Louis (2 décembre 1781) ;
- Légion d'honneur :
  - Légionnaire (9 vendémiaire an XII : 2 octobre 1803), puis,
  - Grand officier de la Légion d'honneur (25 prairial an XII : 14 juin 1804).

## Armoiries
| Figure | Blasonnement |
|        | Armes du comte Fabre La Martillière et de l'Empire Parti au premier d'azur à la tour crénelée de quatre pièces, donjonnée d'une tourelle crénelée de trois pièces d'or, ajourés et maçonnées de sable ; au deuxième d'argent à la vache encornée de sable surmontée d'une étoile du même, franc-quartier des comtes sénateurs brochant au neuvième de l'écu. - Livrées : livrées : bleu, jaune, blanc et noir |
|        | Armes du comte Fabre de La Martillière, pair de France, Parti, au 1 d'azur, à la tour crénelée de 4 pièces d'argent, donjonnée (sommée d'une tourelle) du même, ouverte de gueules, ajourée et maçonnée de sable ; au 2 d'argent, à la vache de sable, surmontée d'une étoile du même., |

## Hommages, honneurs, mentions

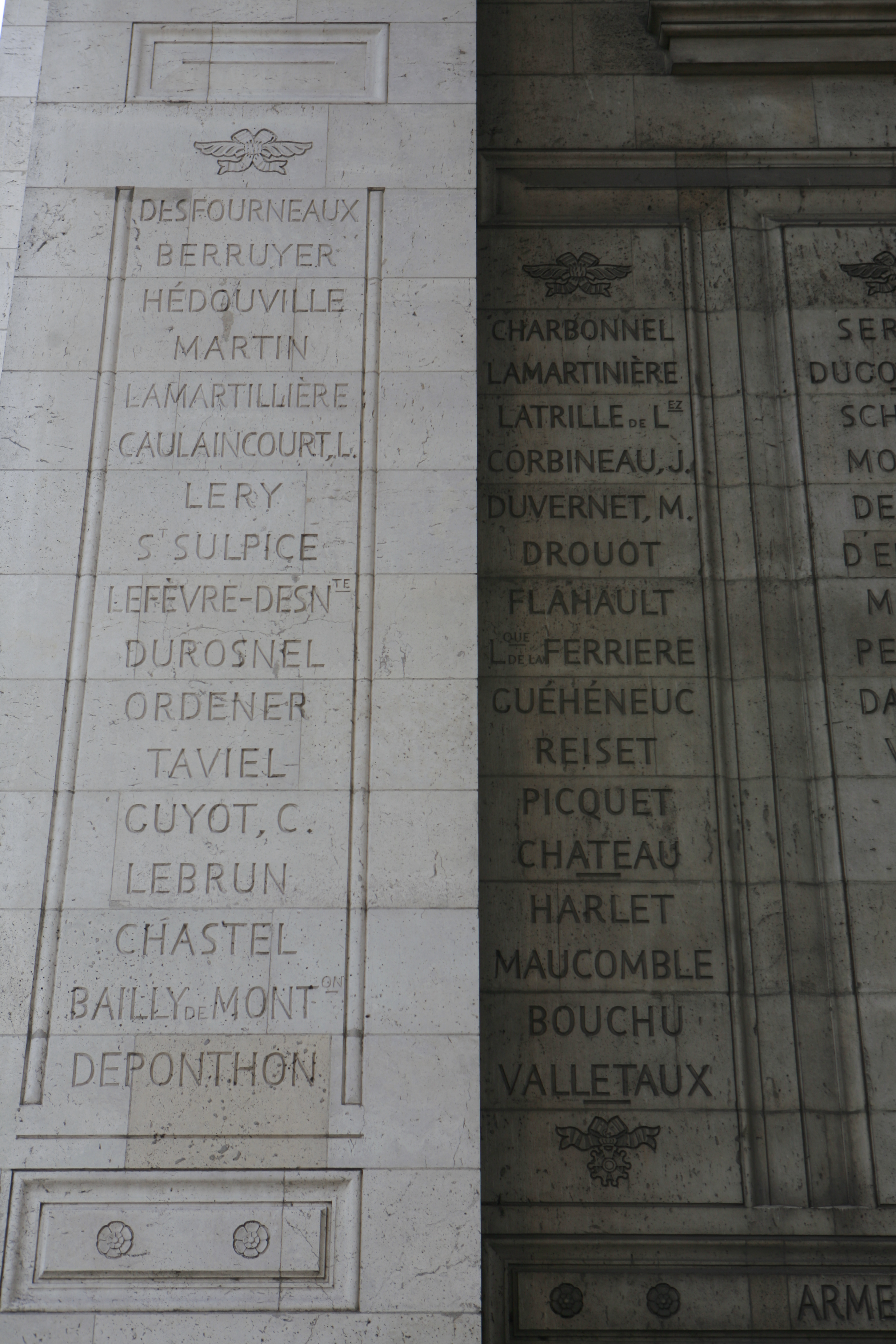
Noms gravés sous l'arc de triomphe de l'Étoile : pilier Ouest, 31e et.

- Le nom de LAMARTILLIÈRE est gravé au côté Ouest (31e colonne) de l'arc de triomphe de l'Étoile, à Paris.